# Лаврушин, Юрий Александрович
Юрий Александрович Лаврушин (род. 16 января 1931, Москва) — советский и российский учёный-геолог и геоморфолог, доктор геолого-минералогических наук, главный научный сотрудник Геологического института РАН. Председатель Комиссии по изучению четвертичного периода.

## Биография
Родился 16 января 1931 года в Москве.
В 1954 году окончил Географический факультет МГУ, по специальности геоморфолог.
Начал работать в Институте Геологических наук АН СССР в отделе четвертичной геологии.
В 1956 году институт был реорганизован в Геологический институт АН СССР:
- Отдел четвертичной геологии
- Лаборатория генетических типов континентальных отложений (с 1964), Сектор литологии ГИН АН СССР
- Лаборатория литологии континентальных отложений
- Лаборатория седиментологии и геохимии осадочных бассейнов (с 1995), Отдел литологии ГИН РАН[4].

С 1957 года опубликовал более 30 статей в Бюллетене Комиссии по изучению четвертичного периода
Провёл ряд совместных исследований Сибири с А. С. Архиповым.
В 1962 году защитил кандидатскую диссертацию по теме «Аллювий равнинных рек субарктического пояса и перигляциальных областей материковых оледенений».
В 1973 году защитил докторскую диссертацию по теме «Строение и формирование основных морен материковых оледенений».
Комиссия по изучению четвертичного периода — председатель (2002—2023).
Участвовал в международных конгрессах INQUA: 6 — Варшава (1961), 10 — Бирмингем (1977), 11 — Москва (1982), 18 — Берн (2011), 20 — Дублин (2019) и других.
C 2004 года — главный редактор Бюллетеня Комиссии по изучению четвертичного периода.

## Семья
Сыновья: Василий — геолог, доктор геолого-минералогических наук, заместитель директора ГИН РАН. Владимир

## Награды и премии
- 2010 — Премия имени О. Ю. Шмидта РАН, за монографию «Очерки истории седиментации в Северном Ледовитом океане и морях Субарктики в течение последних 130 тыс. лет»[10].
- 2017 — Почётной грамотой Президента РФ, за заслуги в научной и педагогической деятельности, многолетнюю добросовестную работу[11].

## Членство в организациях
- Учёный совет Геологического института РАН
- Комиссия по изучению четвертичного периода — председатель
- Диссертационный совет по литологии ГИН РАН.